# Brumath
Brumath (Bröömt in dialetto alsaziano) è un comune francese di 10 061 abitanti situato nel dipartimento del Basso Reno nella regione del Grand Est. Si trova lungo il corso del fiume Zorn, 17 chilometri a nord di Strasburgo e 13 ad sud di Haguenau. 

## Storia

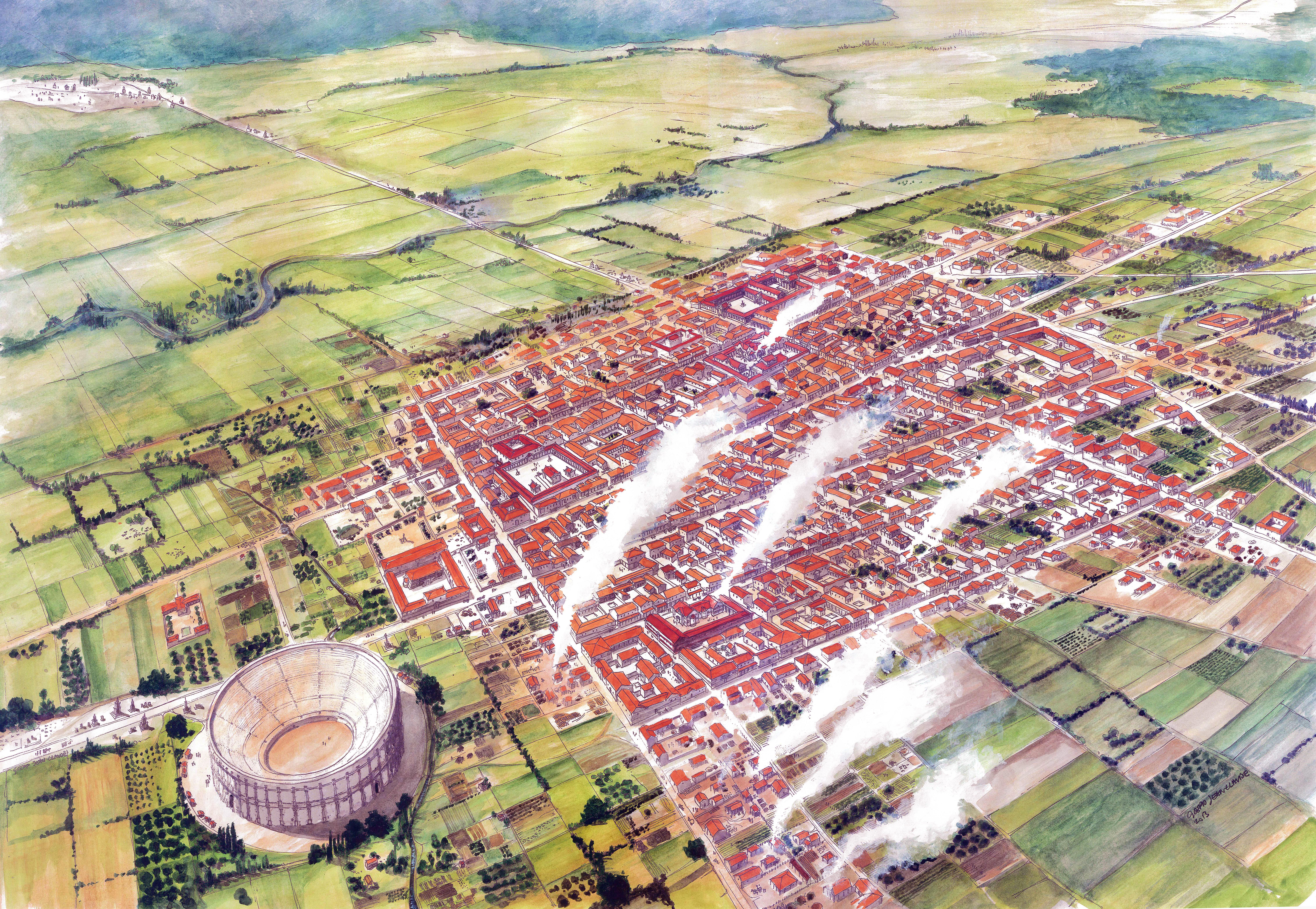
Brocomagus nel II secolo

## Società

### Evoluzione demografica
Abitanti censiti